# シンデレラ (田原俊彦の曲)
「シンデレラ」は、2010年5月7日にリリースした、田原俊彦の58作目のシングル。

## 背景
2010年4月より、所属事務所をフォーミュラエンタテインメントと契約し、その傘下のレコードレーベル『Formula Recordings』から発売した第1弾シングルで、『デビュー30周年総括シングル』と銘打たれた。

## 音楽性
カップリングのライブ音源2曲は、2009年10月31日に行われた、山梨県民文化ホール大ホールで収録された。2010年4月22日に発売された映像作品『30th Anniversary TOSHIHIKO TAHARA DOUBLE T TOUR 2009』の初回限定盤のCDに収録された音源だが、本作は、曲中の観客のコールを強調するなど、新たにミキシングが施されている。

## ミュージック・ビデオ
ミュージック・ビデオはスニーカーとブルゾンを着用するなど、ステージ衣装としてそれまで頑なに採用しなかったカジュアルなファッションで登場。全編にわたり、男性ダンサー4名と全編にわたってダンスシーンで構成されている。

## プロモーション
発売直後の5月10日に、東京都渋谷区のレコード店でリリースパーティを開催した。

## リリース
2010年5月7日に、Formula Recordingsから発売された。

## 収録曲
| #         | タイトル                                                | 作詞                                                     | 作曲                                | 編曲      | 時間  |
| --------- | ------------------------------------------------------- | -------------------------------------------------------- | ----------------------------------- | --------- | ----- |
| 1.        | 「シンデレラ」                                          | Daisuke"DAIS"Miyachi                                     | Daisuke"DAIS"Miyachi & 大野裕一     | 大野裕一  | 4:32  |
| 2.        | 「哀愁でいと (NEW YORK CITY NIGHTS)」(LIVE MIX Version) | Andrew Joseph DiTaranto, Guy Hemric 日本語訳詞: 小林和子 | Andrew Joseph DiTaranto, Guy Hemric |           | 2:41  |
| 3.        | 「ごめんよ涙」(LIVE MIX Version)                        | 松井五郎                                                 | 都志見隆                            |           | 4:17  |
| 4.        | 「シンデレラ」(Instrumental)                            |                                                          |                                     |           | 4:32  |
| 5.        | 「シンデレラ」(オリジナル・カラオケ)                    |                                                          |                                     |           | 4:30  |
| 合計時間: | 合計時間:                                               | 合計時間:                                                | 合計時間:                           | 合計時間: | 20:32 |